# Baté-Magyaratádi-vízfolyás
A Baté-Magyaratádi-vízfolyás a Somogyi-dombságban ered, Szentgáloskér délnyugati határában, Somogy vármegyében, mintegy 200 méteres tengerszint feletti magasságban. A patak forrásától kezdve déli irányban halad, majd Baténál éri el a Kapost.
A Baté-Magyaratádi-vízfolyás vízgazdálkodási szempontból a Kapos Vízgyűjtő-tervezési alegység működési területét képezi.

## Part menti települések
- Szentgáloskér
- Magyaratád
- Patalom
- Zimány
- Fonó
- Baté